# Pretty Man
Pretty Man (tiếng Hàn: 예쁜남자; Romaja: Yeppeun Namja; còn được gọi là Pretty Boy và Bel Ami) là một bộ phim truyền hình hài lãng mạn của Hàn Quốc với các diễn viên chính là Jang Keun-suk, IU, Lee Jang Woo và Han Chae-yeong. Bộ phim được chuyển thể từ bộ truyện tranh Hàn Quốc dài 17 tập của tác giả Chon Kye Young. Bộ phim kéo dài 16 tập được chiếu trên kênh KBS2  bắt đầu từ ngày 20 tháng 11 năm 2013 đến ngày 9 tháng 1 năm 2014 vào lúc 21:55 các tối thứ 4 và thứ 5 hàng tuần.

## Tóm tắt
Dokgo Mate (Jang Keun-suk) là một anh chàng đẹp trai. Mẹ của anh đột ngột qua đời mà không đưa cho anh "dấu hiệu" để anh có thể tìm được người cha ruột của mình,người mà anh không hề biết mặt. Thay vào đó mẹ của Mate đã đưa dấu hiệu đó cho Hong Yoo Ra (Han Chae-yeong), người con dâu đã ly hôn của một gia đình giàu có. Yoo Ra đã nghĩ rằng bố chồng cũ của mình chính là bố ruột của Mate. Yoo Ra hứa rằng sẽ đưa cho anh "dấu hiệu" nếu anh có thể chinh phục được mười người phụ nữ và học được những bài học từ họ để có thể đánh bại bà Na Hong Ran, mẹ chồng cũ của cô và là vợ của chủ tịch Park Ki Suk, người rất độc ác và tàn nhẫn. Nhưng rồi Kim Bo Tong (IU), một cô gái bình thường xuất thân từ gia đình nghèo đã quyết định giúp Mate tìm được cha đẻ của mình. Cô yêu thầm Mate trong 10 năm từ khi còn học trung học và cô sẽ làm bất cứ điều gì để giúp anh thành công, cô chỉ luôn nhìn về phía Mate. Mặc dù bản thân yêu cô nhưng anh lại không nhận ra. Sau đó David Choi (Lee Jang Woo), người con riêng của chủ tịch và là phiên bản nam của Bo Tong đã xuất hiện và yêu cô say đắm, anh chỉ luôn nhìn về phía cô. Mối tình tay ba của họ gây ra những xung đột giữa sự lãng mạn và sự lừa dối.

## Diễn viên

### Diễn viên chính
- Jang Keun-suk trong vai Dokgo Mate

Ngay từ khi còn đi mẫu giáo Mate đã nhận ra mình là một cậu bé đẹp trai hơn tất cả và nhờ vẻ đẹp đó cậu có thể nhận được nhiều sự ưu ái hơn. Trong suốt những năm học tại trường anh chưa bao giờ phải mang bữa ăn trưa tới trường, và đến bây giờ thì chỉ cần một cái liếc mắt trong một cửa hàng thì sẽ có người phụ nữ giàu có thanh toán cho anh. Anh phát hiện ra mình có một người cha giàu có, người không biết đến sự tồn tại của anh. Vai trò của anh trong bộ phim này là học được những bài học khác nhau thông qua việc hẹn hò/ dụ dỗ mười người phụ nữ giàu có, để cuối cùng anh có thể gặp mặt được người cha của mình.
- IU trong vai Kim Bo Tong

Là cô gái hàng xóm tầm thường của Mate, cô đã quan tâm và thầm yêu anh suốt những năm trung học. Cô là một người ngây thơ và có tâm hồn tự do, cô luôn chỉ nhìn hướng về phía anh với tình yêu mãnh liệt và luôn giúp đỡ anh trong cuộc hành trình tìm cha ruột.
- Lee Jang Woo trong vai David Choi

Một trưởng nhóm marketing thân thiện, mang tâm hồn tự do,  người phải lòng Bo Tong và luôn tìm mọi cách để giúp đỡ cô dù phải hy sinh bản thân mình. Anh cũng có một quá khứ kỳ lạ, tuy nhiên câu chuyện đã được thay đổi nhờ sự vui tính và ấm áp của anh. Anh gặp Bo Tong lần đầu khi cô đang rao bán những món đồ của cô bên lề đường, ngay lập tức anh đã bị thu hút bởi vẻ đẹp ngây thơ của cô.
- Han Chae-young trong vai Hong Yoo Ra

Một người phụ nữ quyến rũ và thành đạt, người mà Mate muốn có nhưng không thể đạt được. Cô đã tạo ra một trò chơi để đào tạo anh và cô nói với Mate phải quyến rũ được 10 trong số những phụ nữ độc thân tốt nhất. Cô đã trải qua một cuộc sống khó khăn khi cô không được phép gặp mặt hay nói chuyện với chồng và con gái mình do các quy tắc tàn nhẫn của mẹ chồng cũ.

### Diễn viên phụ
- Kim Bo Yeon trong vai Na Hong Ran
- Dokgo Young Jae trong vai Park Ki Suk
- Kim Young Jae as Park Moon Soo
- So Yoo Jin trong vai Jaek Hee
- Kim Ye Won trong vai Electric Fairy
- Cha Hyun Jung trong vai Kim In Joong
- Park Ji Yoon trong vai Myo Mi
- Kim Bo-ra trong vai Kwi Ji
- Jung Sun Kyung trong vai Yi Kim
- Kim Min Joo trong vai Yeo Mim
- Yang Mi Kyung trong vai Kim Mi-sook, mẹ của Mate
- Kim Ji Han trong vai Jang Deok Saeng
- Lee Mi Young trong vai Lee Mal Ja, mẹ của Bo Tong
- Yeo Hoon Min trong vai Kim Dae Shik, Em trai của Bo Tong
- Ahn Byung Kyung trong vai Na Jin Seok
- Lee Do Yup trong vai Na Hwan Kyu
- Kim Seul Gi trong vai cô giáo trung học của Mate (cameo, tập 1)
- Jo Hye-ryun trong vai female police officer (cameo, tập 1)
- Go Myung Hwan trong vai đạo diễn chương trình tại kênh MG Home Shopping (cameo, ep 5)

## Original soundtrack
| Part 1: | Part 1:                 | Part 1: | Part 1:    |
| STT     | Nhan đề                 | Nghệ sĩ | Thời lượng |
| ------- | ----------------------- | ------- | ---------- |
| 1.      | "Pretty Man (예쁜남자)" | Bebop   | 3:40       |
| 2.      | "Lovely Girl"           | 5live   | 3:24       |

| Part 2: | Part 2:                                              | Part 2:    | Part 2:    |
| STT     | Nhan đề                                              | Nghệ sĩ    | Thời lượng |
| ------- | ---------------------------------------------------- | ---------- | ---------- |
| 1.      | "I Have a Person That I Love (사랑하는 사람 있어요)" | Melody Day | 4:29       |
| 2.      | "Poor Sense of Direction (길치)"                     | Lunafly    | 3:55       |

| Part 3: | Part 3:        | Part 3:    | Part 3:    |
| STT     | Nhan đề        | Nghệ sĩ    | Thời lượng |
| ------- | -------------- | ---------- | ---------- |
| 1.      | "Fever (열병)" | Hwanhee    | 4:12       |
| 2.      | "Perfect"      | Dear Cloud | 3:57       |

| Part 4: | Part 4:                             | Part 4:      | Part 4:    |
| STT     | Nhan đề                             | Nghệ sĩ      | Thời lượng |
| ------- | ----------------------------------- | ------------ | ---------- |
| 1.      | "Going to You"                      | LEDApple     | 3:51       |
| 2.      | "Saying I Love You (사랑한단 말야)" | Lee Jang-woo | 3:42       |

| Part 5: | Part 5:                    | Part 5:         | Part 5:    |
| STT     | Nhan đề                    | Nghệ sĩ         | Thời lượng |
| ------- | -------------------------- | --------------- | ---------- |
| 1.      | "Pastel Crayon (크레파스)" | IU              | 3:15       |
| 2.      | "I'm Nobody (하루만)"      | Jung Joon-young | 4:54       |

| Part 6: | Part 6:         | Part 6:       | Part 6:    |
| STT     | Nhan đề         | Nghệ sĩ       | Thời lượng |
| ------- | --------------- | ------------- | ---------- |
| 1.      | "Beautiful Day" | Jang Keun-suk | 3:45       |

## Rating
Trong bảng dữ liệu dưới đây, Số màu xanh biểu diễn rating thấp nhất và số màu đỏ biểu diễn rating cao nhất.
| Tập #      | Ngày chiếu | Tỷ suất người xem trung bình | Tỷ suất người xem trung bình | Tỷ suất người xem trung bình | Tỷ suất người xem trung bình |
| Tập #      | Ngày chiếu | TNmS Ratings                 | TNmS Ratings                 | AGB Nielsen                  | AGB Nielsen                  |
| Tập #      | Ngày chiếu | Toàn quốc                    | Khu vực Seoul                | Nationwide                   | Khu vực Seoul                |
| ---------- | ---------- | ---------------------------- | ---------------------------- | ---------------------------- | ---------------------------- |
| 1          | 2013/11/20 | 2.3%                         | 3.0%                         | 4.3%                         | 4.2%                         |
| 2          | 2013/11/21 | 3.8%                         | 4.0%                         | 3.1%                         | 3.5%                         |
| 3          | 2013/11/27 | 2.5%                         | 2.9%                         | 2.4%                         | 2.8%                         |
| 4          | 2013/11/28 | 2.7%                         | 2.8%                         | 3.3%                         | 3.8%                         |
| 5          | 2013/12/04 | 2.9%                         | 3.0%                         | 3.2%                         | 3.5%                         |
| 6          | 2013/12/05 | 3.2%                         | 3.7%                         | 3.8%                         | 4.1%                         |
| 7          | 2013/12/11 | 2.8%                         | 3.0%                         | 2.9%                         | 2.7%                         |
| 8          | 2013/12/12 | 2.6%                         | 3.0%                         | 3.1%                         | 2.9%                         |
| 9          | 2013/12/18 | 3.0%                         | 3.9%                         | 3.5%                         | 3.2%                         |
| 10         | 2013/12/19 | 2.8%                         | 2.9%                         | 3.5%                         | 3.1%                         |
| 11         | 2013/12/25 | 3.2%                         | 3.6%                         | 3.8%                         | 3.4%                         |
| 12         | 2013/12/26 | 2.6%                         | 3.2%                         | 3.3%                         | 2.9%                         |
| 13         | 2014/01/01 | 2.0%                         | 2.5%                         | 2.4%                         | 2.6%                         |
| 14         | 2014/01/02 | 3.0%                         | 3.8%                         | 3.9%                         | 4.0%                         |
| 15         | 2014/01/08 | 3.0%                         | 3.6%                         | 4.0%                         | 3.8%                         |
| 16         | 2014/01/09 | 2.0%                         | 3.3%                         | 3.8%                         | 3.2%                         |
| Trung bình | Trung bình | 2.29%                        | 2.79%                        | 3.33%                        | 3.43%                        |

## Giải thưởng và đề cử
| Năm  | Giải thưởng                                  | Hạng mục                                | Đề cử                          | Kết quả   |
| ---- | -------------------------------------------- | --------------------------------------- | ------------------------------ | --------- |
| 2013 | KBS Drama Awards                             | Excellence Award, Actor in a Miniseries | Jang Keun-suk                  | Đề cử     |
| 2013 | KBS Drama Awards                             | Best New Actress                        | IU                             | Đoạt giải |
| 2013 | KBS Drama Awards                             | Best Couple Award                       | Jang Keun-suk và IU            | Đề cử     |
| 2014 | 2nd DramaFever Awards                        | Best Kiss                               | Jang Keun-suk và IU            | Đề cử     |
| 2014 | 9th Seoul International Drama Awards         | Outstanding Korean Drama                | Pretty Man                     | Đề cử     |
| 2014 | 9th Seoul International Drama Awards         | Outstanding Korean Actress              | IU                             | Đề cử     |
| 2014 | 9th Seoul International Drama Awards         | Outstanding Korean Drama OST            | "Fever" - Hwanhee              | Đề cử     |
| 2014 | 9th Seoul International Drama Awards         | Outstanding Korean Drama OST            | "I'm Nobody" - Jung Joon-young | Đề cử     |
| 2014 | 16th Seoul International Youth Film Festival | Best Young Actress                      | IU                             | Đề cử     |

## Phát sóng quốc tế
Bộ phim đã được chiếu tại Nhật Bản trên kênh KNTV vào tháng 6 năm 2014.
Bộ phim được chiếu tại Singapore trên kênh Channel U vào các tối cuối tuần lúc 22:00 (SST), bắt đầu từ ngày 2 tháng 6 năm 2014.
Bộ phim được chiếu tại Thái Lan trên Kênh Channel 7 từ thứ hai đến thứ năm lúc 2:10 sáng, bắt đầu từ ngày 21 tháng 4 năm 2016, với tên gọi là "รักพลิกล็อกของนายหน้าหวาน" (có nghĩa là tình yêu không mong muốn của người đàn ông đẹp)